# جون ليستير (لاعب كرة قدم)
جون ليستير (بالإنجليزية: John Lester)‏ هو لاعب كرة قدم أمريكي، ولد في 1 أغسطس 1871 في Penrith, Cumbria ‏ في المملكة المتحدة، وتوفي في 3 سبتمبر 1969. شارك مع منتخب الولايات المتحدة الوطني للكريكت.

## وصلات خارجية
- جون ليستير على موقع إي آس بي آن كريك إنفو (الإنجليزية)